# Битва біля Арсійського лісу
Битва біля Арсійского лісу — легендарна битва, яку вважають першою за всю історію Римської республіки. Ця битва відбулася в 509 році до н. е. між Тарквінієм, його синами, етруськими містами Вейї і Тарквінії з одного боку, та з Римською республікою на чолі з Публієм Валерієм Публіколою та Луцієм Юнієм Брутом з іншого. Закінчилася перемогою Рима.

## Передісторія
У 509 році до н.е відбулося повалення царського режиму в Стародавньому Риму через деспотичний характер правління останнього царя — Тарквінія Гордого та особливо після вчинку його сина, Секста Тарквінія, який зґвалтував благородну жінку Лукрецію. Після цього вчинку Луцій Юній Брут очолив повстання проти царя, і результатом було вигнання Тарквінія Гордого разом із сім'єю. Луцій Юній Брут та Коллатин стали першими консулами, тим самим заснувавши Римську республіку. Але після вигнання Тарквініїв боротьба не закінчилась. Тарквіній Гордий спочатку намагався повернутися до Риму за допомогою змови знатної молоді, серед яких були і сини Брута, однак змовників було викрито і страчено. Внаслідок цих подій Тарквіній звернувся за допомогою до етрусків для боротьби з Римом.

## Хід битви та результати
Як вже згадувалося вище, Тарквіній та його сини вирушили за допомогою до етрусків. Після його промов та закликів, етруські міста Вейї і Тарквінії надали значну військову допомогу, а з інших міст приєдналися добровольці та найманці. Коли Тарквіній з військом рушили в похід, їм назустріч вирушила римська армія. Консули Брут та Публікола разом із військом переправились через Тибр і зустріли царську армію біля Арсійського лісу. За Діонісієм Галікарнаським, сили обох сторін були однакові. За Лівієм, Брут командував кавалерією, що йшла попереду, а Публікола командував піхотою. Згідно з Діонісєм Галікарнаським, по центру була розміщена піхота, а по флангах — кіннота. Публікола командував правим крилом, яке стояло напроти вейентів, а Брут — лівим — напроти тарквінійців, якими керували сини Тарквінія. . Спочатку відбулася сутичка між кіннотою двох сторін, але вона не принесла результату і обидві кавалерії повернулися до своїх таборів. Після того, Аррунт разом із Брутом першими зійшлись у двобої на конях. Вони нанесли один одному важкі рани, і в результаті обоє загинули. Далі в бій вступила решта військ. Бій тривав із перемінним успіхом, жодна із сторін не перемогла: правий фланг римлян, яким керував Валерій, розгромили вейентів і переслідували їх до табору, однак Тит і Секст Тарквінії завдали поразки лівому флангу римлян і гнали їх аж до укріпленого табору. Потім, згідно із Діонісієм, сини Тарквінія з військом намагалися взяти табір, однак тріарії, що були в таборі, зуміли дати відсіч..
Тож бій закінчився в нічию, обидві сторони зазнали важких втрат і повернулися до своїх таборів. Плутарх додає, що погана погода зупинила бій. Римляни через великі втрати впали духом, були думки покинути табір на наступний день. Потім у творах античних джерел стаются міфологічні події: раптом обидві армії почули вночі нелюдський голос, який промовив, що в етрусків на одного полеглого більше, тож перемога за римлянами.
За Лівієм, це був голос бога Сільвана, на думку Діонісія — Фавна. Після цією події, Лівій пише, що етруски втекли на світанку, Діонісій повідомляє, що Публікола, натхненний словами Фавна, напав і знищив табір етрусків. За Плутархом, частина етруського війська втікла і залишилося тільки 5 тисяч воїнів, які потрапили в полон. Плутарх також дає інформацію про втрати: етруски — 11 300 чоловік, у римлян — на 1 менше.
Після битви Публікола справив тріумф, причому перший в'їхав до Риму на колісницю з чотирма кіньми. Брут був урочисто похований, траур за ним тривав рік. Однак після поразки Тарквіній не полишив наміру заволодіти Римом і звернувся до етруського царя Порсени за військвою допомогою.